# Ebeczky Sándor
Ebeczky Sándor 17. századi ferences rendi szerzetes, egy kéziratos provinciális kódex szerzője.

## Élete
Az 1600-as években a győri székeskáptalan kanonokja volt. 1612-es keltezésű, Zent Bernárd három könyve címet viselő kéziratában Szent Bernát elmélkedéseinek fordítása található. A 902 lapos, bőrrel borított fatáblába kötött, réz zárókapoccsal ellátott kódex korábban a pozsonyi, majd az óbudai klarisszák tulajdonában volt, s Jankovich Miklós gyűjteményéből került a Magyar Nemzeti Múzeumba. Ma az Országos Széchényi Könyvtár őrzi.

## Fordítása
- Szent Bernát világosvölgyi apátúrnak Az jó életnek módjáról való könyve; ford. Ebeczky Sándor, sajtó alá rend., bev. T. Fejes Ildikó; PPKE BTK, Piliscsaba, 2013 (Pázmány irodalmi műhely. Lelkiségtörténeti források)